# Alipio de Bizancio
Alipio u Olimpio (en griego, Αλύπιος o Ολύμπιος, m. 169) fue obispo de Bizancio durante la segunda mitad del siglo II, sucediendo a Lorenzo.
La fecha en que se convirtió en obispo de Bizancio no se sabe con certeza, pero es muy probable que fuera entre 166 y 197. Además, tampoco se conoce el tiempo que permaneció en el trono episcopal, pero se cree que fueron tres años (166-169).
Su sucesor fue Pertinax.